# كيقباد (كليبر)
كيقباد هي قرية في مقاطعة كليبر، إيران. عدد سكان هذه القرية هو 105 في سنة 2006.